# Friedrichstraße
Die Friedrichstraße liegt in den Berliner Ortsteilen Mitte und Kreuzberg. Sie ist eine der bekanntesten Straßen im historischen Zentrum Berlins und wurde nach dem Kurfürsten Friedrich III. von Brandenburg benannt. Dieser regierte von 1688 bis 1701 als Friedrich III. und von 1701 bis 1713 als Friedrich I., „König in Preußen“.

## Verlauf

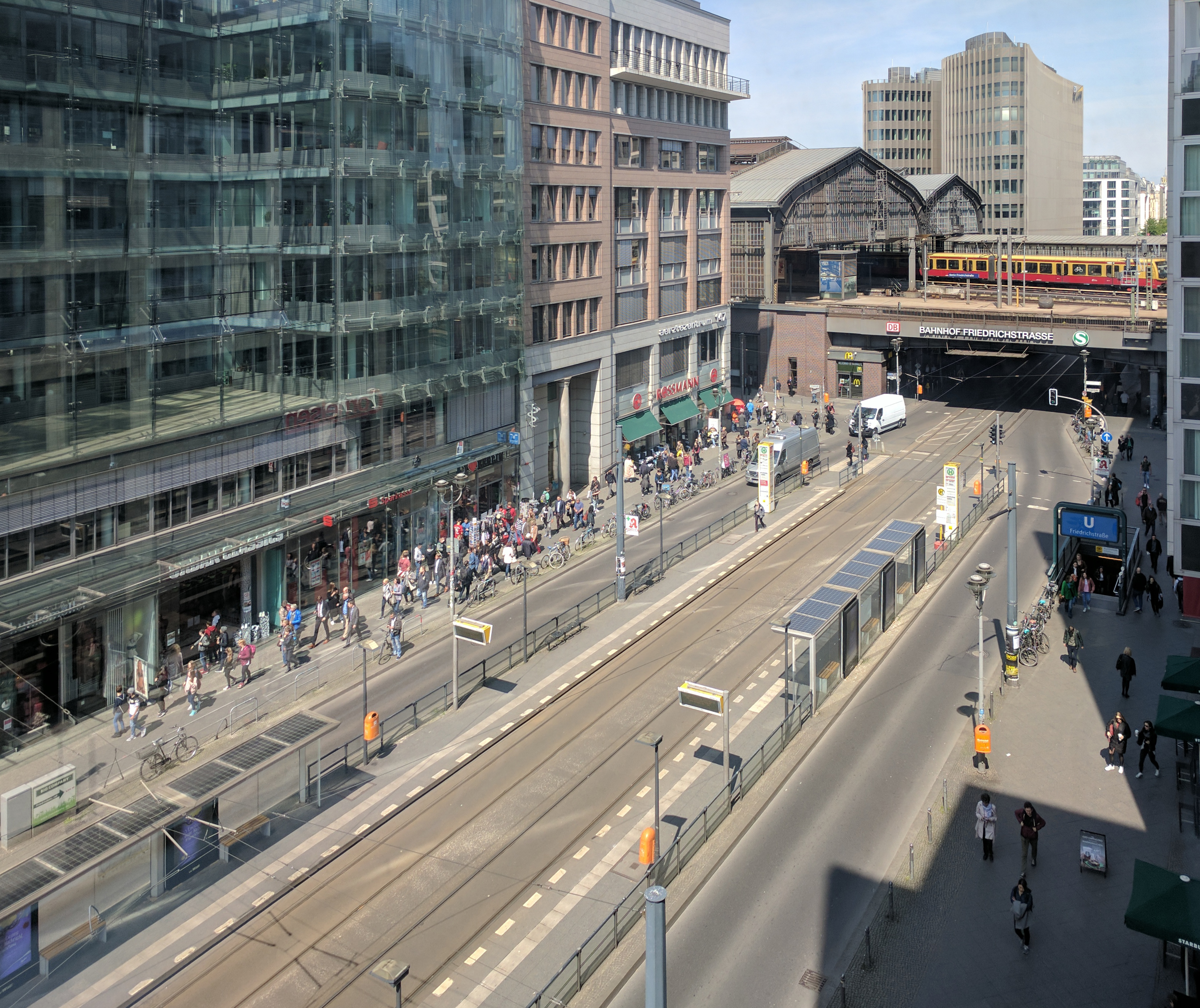
Bahnhof Friedrichstraße

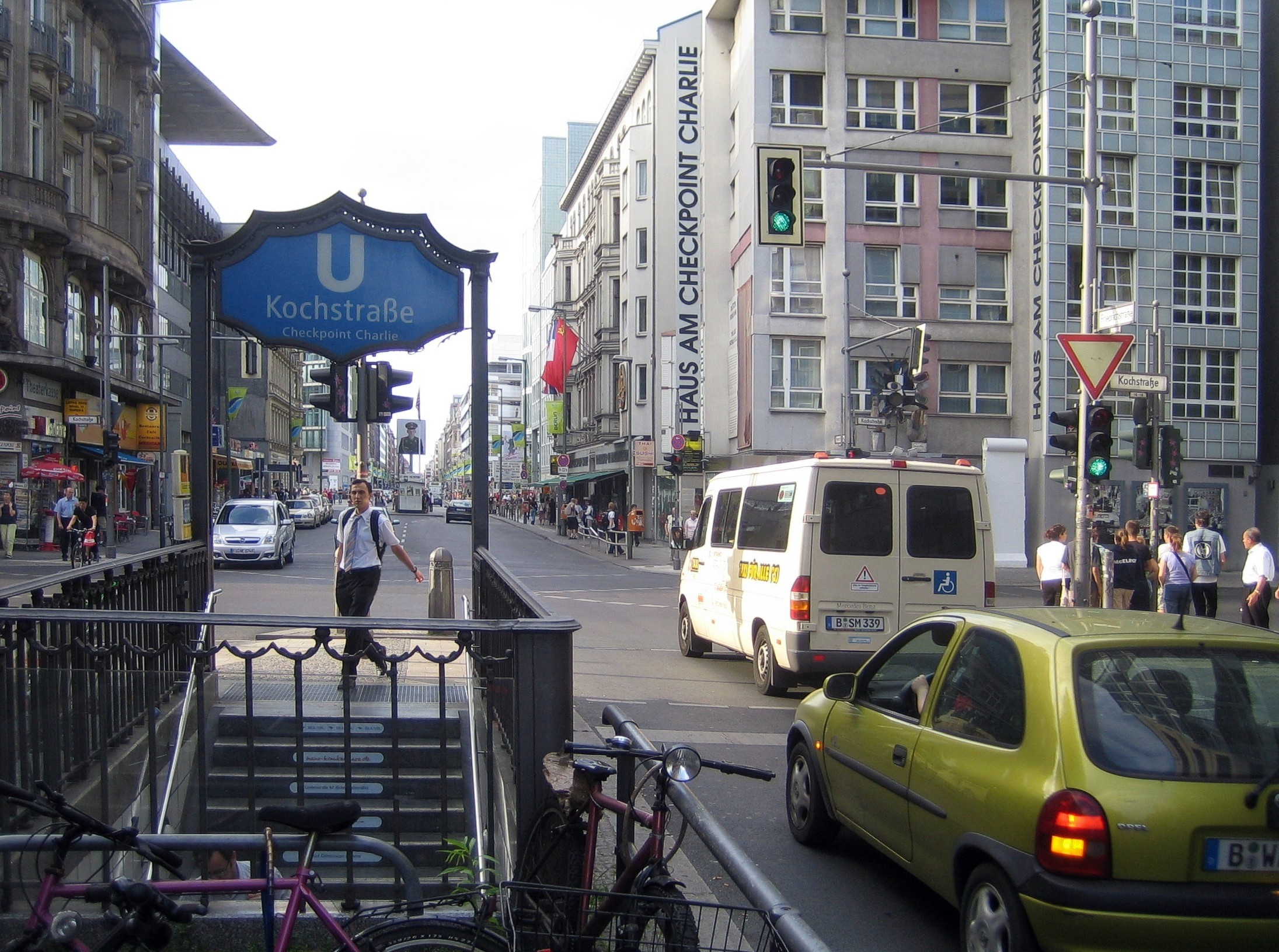
U-Bahnhof Kochstraße an der Ecke Koch-, Friedrich- und Rudi-Dutschke-Straße

Die mit 15–17 Metern relativ schmale Friedrichstraße ist die Hauptverkehrsverbindung der Friedrichstadt in Nord-Süd-Richtung. Sie beginnt am Oranienburger Tor, der Kreuzung mit der Hannoverschen Straße und der Torstraße. Auf der Weidendammer Brücke überquert sie die Spree, kreuzt am Bahnhof Friedrichstraße die Stadtbahn und weiter südlich den Boulevard Unter den Linden. Am ehemaligen alliierten Grenzübergang Checkpoint Charlie wechselt sie in den Bezirk Friedrichshain-Kreuzberg und endet nach 3,3 Kilometern am Mehringplatz.
Seit den frühen 1980er Jahren war geplant, die Friedrichstraße wieder zu einem urbanen Boulevard auszubauen. Ein neuer Stadtplatz sollte entstehen (etwa auf Höhe des Schauspielhauses). Es gab auch Überlegungen, den kleinen Platz an der Ecke Unter den Linden zu bebauen (vor dem Hotel Unter den Linden). Im Jahr 1987 wurde das Grandhotel zwischen Unter den Linden und Behrenstraße eröffnet. Im selben Jahr begann der Bau der Friedrichstadt-Passagen zwischen der Französischen und der Mohrenstraße. Nach der deutschen Wiedervereinigung wurden 1992 die bis dahin errichteten Rohbauten abgerissen und bis 1996 die drei Parzellen mit dem Kaufhaus Galeries Lafayette (Quartier 207) sowie den beiden Geschäftshäusern Quartier 206 und Quartier 205 bebaut. Zu diesem Zeitpunkt und danach wurden im Bereich zwischen dem Bahnhof Friedrichstraße und der Leipziger Straße zahlreiche großzügige Geschäftsneubauten errichtet. In diesem Areal befinden sich in mehreren „Quartieren“ Luxusgeschäfte, Repräsentanzen namhafter – insbesondere hochpreisiger – Bekleidungsmarken und Ausstellungsräume von Autoherstellern wie dem Volkswagen-Konzern, Mini und Opel. Ebenso befindet sich dort das Kulturkaufhaus Dussmann.
Die Straße beheimatet im nördlichen Teil den Gartenbereich des ehemaligen Kunsthauses Tacheles, den Friedrichstadt-Palast und den Admiralspalast (1955–1997: Metropol-Theater). Der Bahnhof an der Kreuzung der Stadtbahn mit der unterirdischen Nord-Süd-S-Bahn ist mit dem ehemaligen Tränenpalast als früherer Grenzbahnhof nach West-Berlin bekannt. Südlich davon folgen das 25-geschossige Internationale Handelszentrum (1978 erbaut) und das Maritim proArte Hotel, das ehemalige Interhotel Metropol.
Weniger bekannt als der nördliche und mittlere Abschnitt ist das südliche Ende der Friedrichstraße hin zum Mehringplatz und dem Halleschen Tor. Dort befindet sich in einem Teil des Kreuzberger Kiezes eine Fußgängerzone mit verschiedenen Geschäften. Ein Denkmal aus beschrifteten Bodenplatten, der Pfad der Visionäre, soll der europäischen Verständigung dienen und diesen Bereich der Friedrichstraße für Besucher attraktiver machen.
Um sich die Querstraßen (von Nord nach Süd ab Unter den Linden) besser einprägen zu können, verbreitete sich seit den 1920er Jahren folgende Eselsbrücke:
| „Unter den Linden tanzen die Behren,  | → Unter den Linden; → Behrenstraße             |
| dann schießen französische Jäger      | → Französische Straße; → Jägerstraße           |
| die Tauben. Dann tragen die Mohren    | → Taubenstraße; → Mohrenstraße                 |
| die Kronen nach Leipzig.              | → Kronenstraße; → Leipziger Straße             |
| Dann wirft Kraus Schütz               | → Krausenstraße; → Schützenstraße              |
| den Zimmermann Koch zum Tore hinaus!“ | → Zimmerstraße; → Kochstraße; → Hallesches Tor |

## Geschichte

### Anlage eines neuen Straßensystems

#### Bau der Dorotheenstadt

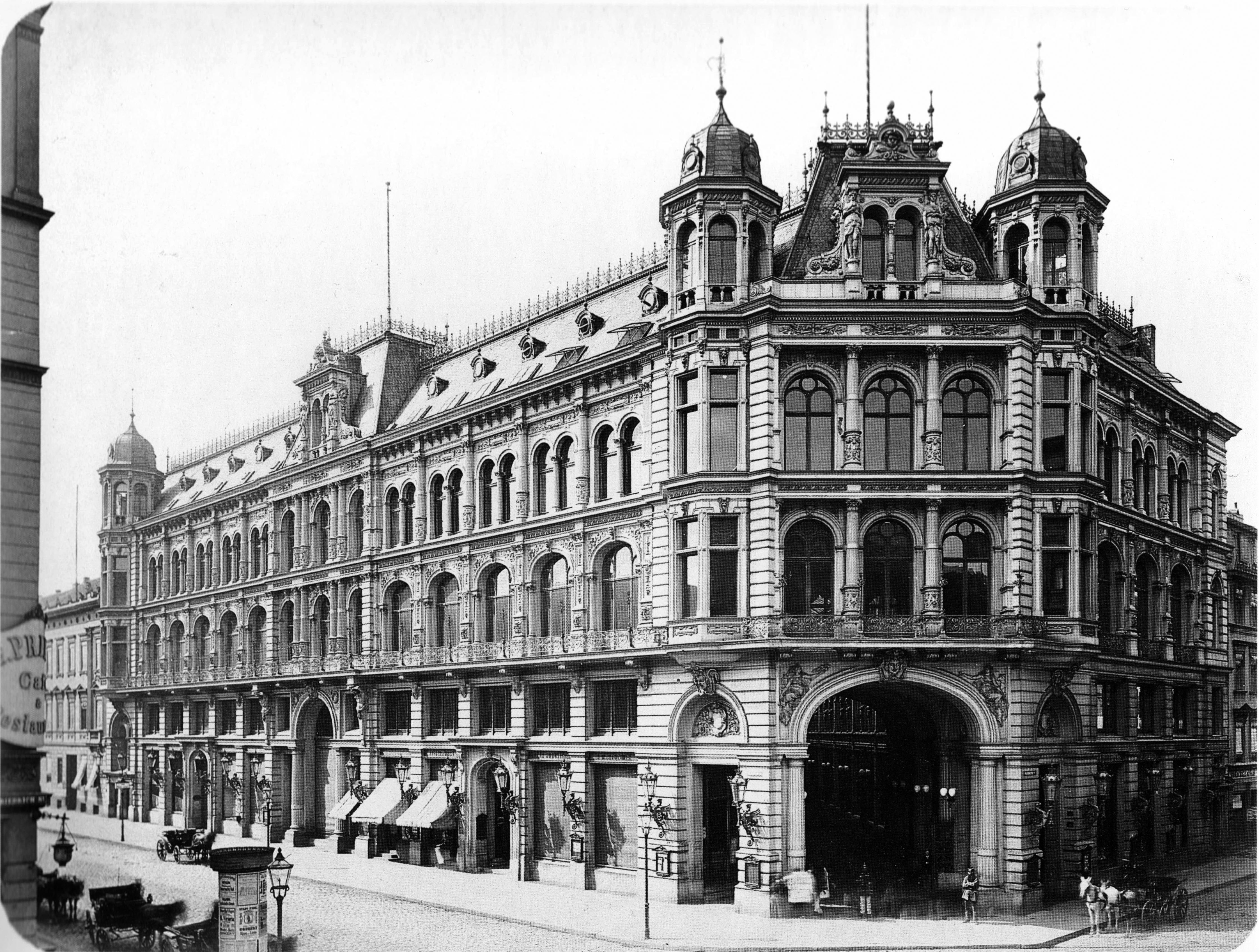
Straßenbild mit Kaisergalerie, 1875

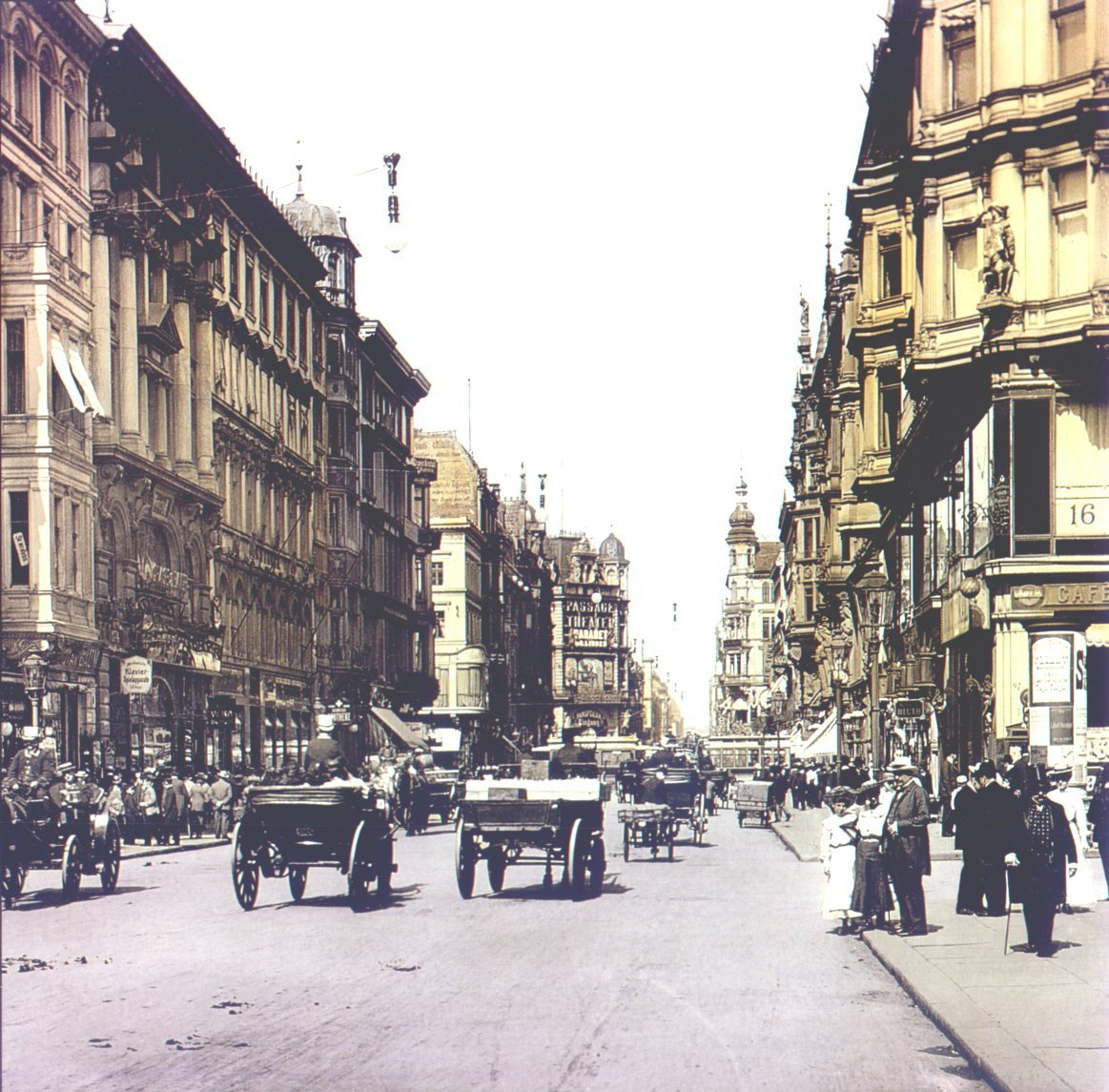
Friedrichstraße mit Blick nach Norden, um 1900

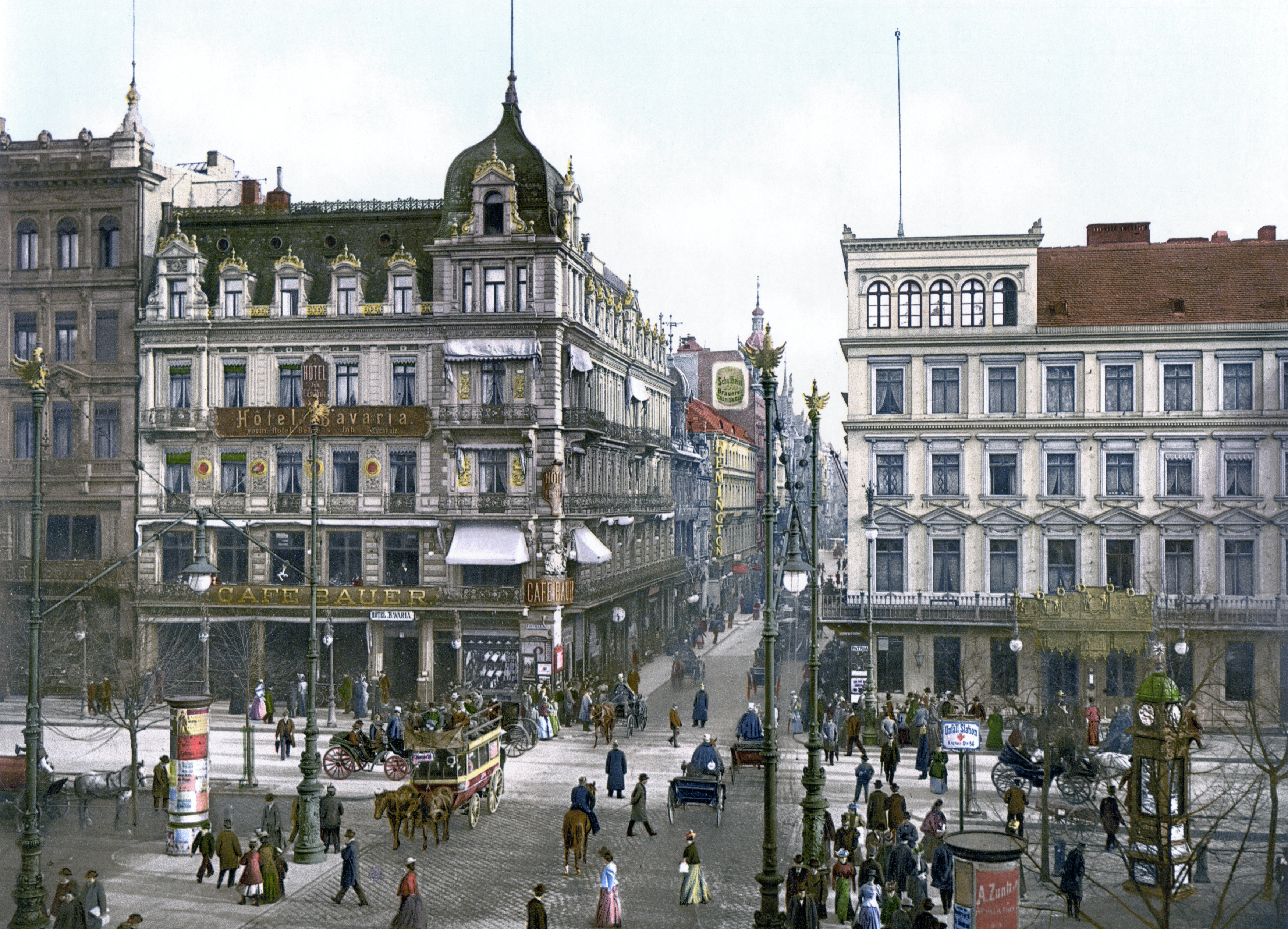
Friedrichstraße Ecke Unter den Linden mit Café Bauer, um 1900

Am Ende des 17. Jahrhunderts erstreckten sich um die heute sehr belebte Straße Felder, Wiesen und Äcker, und am Ufer der Spree wurden Schiffe gebaut (Straße Schiffbauerdamm) bzw. Weiden verarbeitet. Durch einen Verkauf kurfürstlicher Äcker an Bauwillige und die Gewährung zahlreicher Vergünstigungen begann der Bau der damaligen Berliner Vorstadt: Straßen in regelmäßigen Rechtecken wurden abgesteckt, es entstand die Neustadt – nach ihrer Initiatorin Dorothea Sophie von Schleswig-Holstein-Sonderburg-Glücksburg, der zweiten Ehefrau von Friedrich Wilhelm, später auch Dorotheenstadt genannt.
Die zweitwichtigste Straße in diesem Neubaugebiet – nach dem Boulevard Unter den Linden – war die große Querstraße, die auch einfach so genannt wurde. Sie reichte damals von der Weidendammer Brücke bis zur Behrenstraße und wurde mit zwei- bis dreigeschossigen Reihenhäusern bebaut; auf den Höfen gab es Ställe für Nutzvieh (Schweine und Kühe) und Feuerungsgelasse. Da es noch keinerlei Kanalisation in Berlin gab, belästigten Abfälle aller Art die Bewohner und Spaziergänger.

#### Friedrichstadt
Kurfürst Friedrich III. berief eine Kommission zum Ausbau des neuen Stadtteils, und per kurfürstlicher Order beschied er, die Querstraße umzubenennen und zwar mit den Worten: „Was heißt hier Querstraße? Ein anständiger Name muss es sein – der meinige.“ Nach dieser Änderung wurde die Straße durch Zukauf weiteren Grund und Bodens nach Süden verlängert. Mit dem Bau weiterer Häuser wurden jetzt auch Architekten betraut, das waren hauptsächlich Johann Arnold Nering und die Firma Smid. So gehörten bis 1695 bereits 300 Häuser zu dem Stadtteil, der den Namen Friedrichstadt erhielt. In diese Gegend waren meist die Hugenotten gezogen, die durch hohe handwerkliche Fähigkeiten das Ansehen des Herrscherhauses und der Stadt Berlin mehrten. Nach dem Tode von Friedrich III. war Friedrich Wilhelm I. zwischen 1713 und 1740 preußischer König. Er forcierte den Ausbau der Friedrichstadt, sogar mit Militärgewalt. Die südliche Friedrichstraße wurde Anfang der 1730er Jahre bis zum Halleschen Tor und der nördliche Teil bis zum Oranienburger Tor verlängert.
Der Straßenabschnitt nördlich der noch hölzernen Weidendammer Brücke sah damals dörflich aus und hieß Dammstraße. Dort wurden viergeschossige Kasernen für das Husaren-Regiment Nr. 2 gebaut; Kontore und erste Manufakturen siedelten sich an.

### Zwischen 1800 und dem Ende des Zweiten Weltkriegs

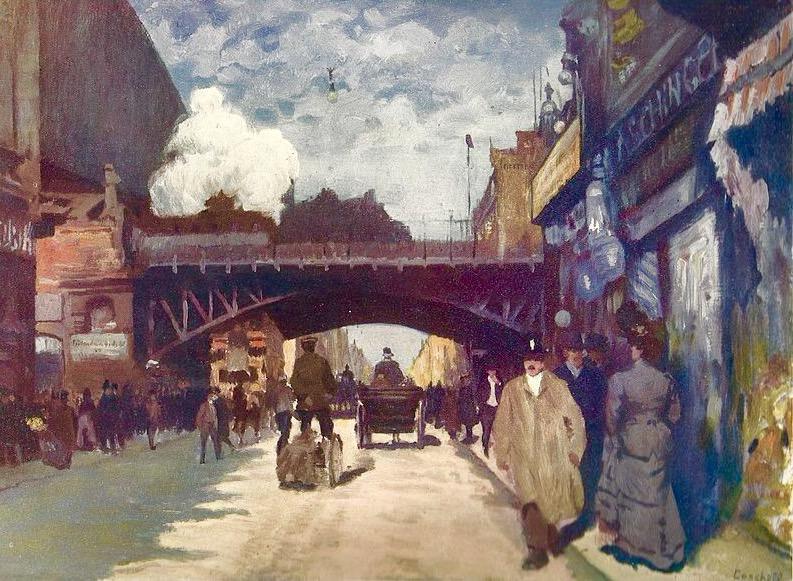
Friedrichstraße,
Gemälde von Moritz Coschell, 1907

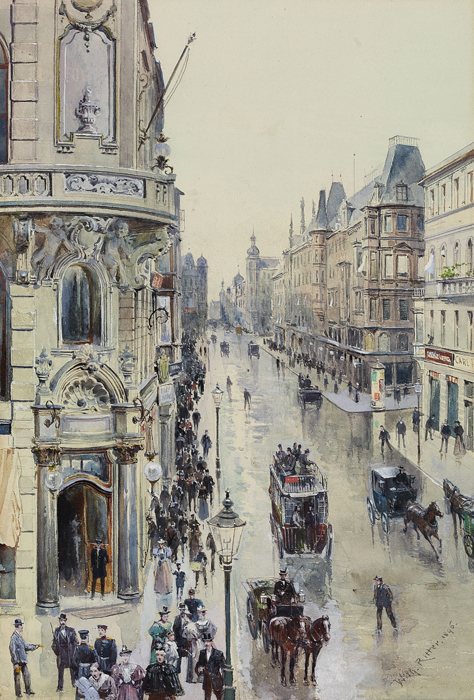
Blick von der Taubenstraße auf die Friedrichstraße,
Aquarell von Wilhelm Georg Ritter, 1896

Bei der Märzrevolution 1848 fanden auf der Friedrichstraße (vor allem an der Kreuzung mit der Jägerstraße) Barrikadenkämpfe statt, in deren Ergebnis der Abzug der königlichen Soldaten aus der Stadt erzwungen wurde. Eine Gedenktafel in der Friedrichstraße 180 erinnert heute an die Ereignisse.
Im 19. Jahrhundert gewann der Abschnitt zwischen Weidendammer Brücke und dem Halleschen Tor an Bedeutung: teure Hotels, Restaurants und Künstler-Etablissements eröffneten und zogen Gäste an. Eine langjährige Baulücke, wo zuvor das Hotel Monopol gestanden hatte,
direkt an der Nordseite des Bahnhofs Friedrichstraße (Hausnummer 100), beherbergte von 1927 bis 1945 das Speiserestaurant Franziskaner. Eingerichtet und betrieben wurde dieses Bier- und Weinlokal mit bis zu 2500 Plätzen von Ernst Barthels, bis es bei einem alliierten Luftangriff durch einen Bombentreffer am Ende des Zweiten Weltkriegs zerstört wurde. Im Jahr 2008 wurde die Fläche an einen Investor verkauft, der hier ein neues Hotel- und Bürohaus errichten ließ. Bei den Bauarbeiten kamen Keller und Fundamente des früheren Lokals zum Vorschein. Um das Jahr 1900 galt die Friedrichstraße als Handelsplatz für Edelsteine und Gold und war ein Zentrum der Prostitution.
Mit dem Bau der Eisenbahn von und nach Berlin und der damit verbundenen Errichtung des Bahnhofs Friedrichstraße (1882 eröffnet) wuchs die Bedeutung dieser Straße für das Leben in Berlin. Alle Bilder und Fotos aus dem beginnenden 20. Jahrhundert zeigen eine belebte engbebaute Straße.
Im südlichen Teil der Friedrichstraße befanden sich um die Jahrhundertwende und vor dem Ersten Weltkrieg mehrere Unternehmen der Stummfilmindustrie. Am 21. Juni 1918 ereignete sich im Gebäude Friedrichstraße 235, dem Filmhaus, in dem viele Filmfirmen und -verleihe untergebracht waren, ein Brand, bei dem das vierstöckige Vordergebäude völlig zerstört wurde. Es gab 15 Tote und 27 Verletzte. Die Filmleute vor und hinter den Kameras trafen sich im „Klub der Filmindustrie“ in der Friedrichstraße 223. In der Friedrichstraße 224 richtete die Luna-Film-Industrie Berlin in einem neuen Bürohaus 1913 ihr Atelier ein. Dort saßen noch eine ganze Reihe weiterer Filmfirmen: Film-Verleih-Institut M. Christensen, Eiko-Film GmbH, Lloyd-Filmgesellschaft mbH, Filmfabrik Rosenblum GmbH und Terra Glashaus GmbH. In der Friedrichstraße 226 residierte die Filmgesellschaft Deutsche Bioscop mit Asta Nielsen als Star.
Die Kreuzung mit dem Boulevard Unter den Linden entwickelte sich zu Anfang des 20. Jahrhunderts zu einer der belebtesten der Stadt überhaupt. Unzählige Pferdebahnen, Droschken, Kraftfahrzeuge, Handwagen, Omnibusse, Radfahrer und Fußgänger teilten sich die Straße. Im November 1925 wurde an der Kreuzung mit der Leipziger Straße eine der ersten Berliner Ampeln aufgestellt. Um 1933 existierten auf der Friedrichstraße bereits fünf Ampeln. An der Straßenecke zur Taubenstraße befand sich das Hotel Nürnberger Hof (Hausnummer 180). An der Straßenecke zur Kochstraße befand sich das Hotel Friedrichshof mit dem Café Friedrichshof
Im Juli 1918 berichtete der Philosoph Martin Heidegger seiner Frau in einem Brief von seinen Erfahrungen in Berlin:

„Eine solche Luft künstlich hochgezüchteter, gemeinster u. raffiniertester Sexualität hätte ich nicht für möglich gehalten, ich verstehe aber jetzt Berlin schon besser – der Charakter der Friedrichstraße hat auf die ganze Stadt abgefärbt […] Die Menschen hier haben die Seele verloren.“

### Wiederaufbau ab 1945 und Folgen der Aufteilung in vier Sektoren

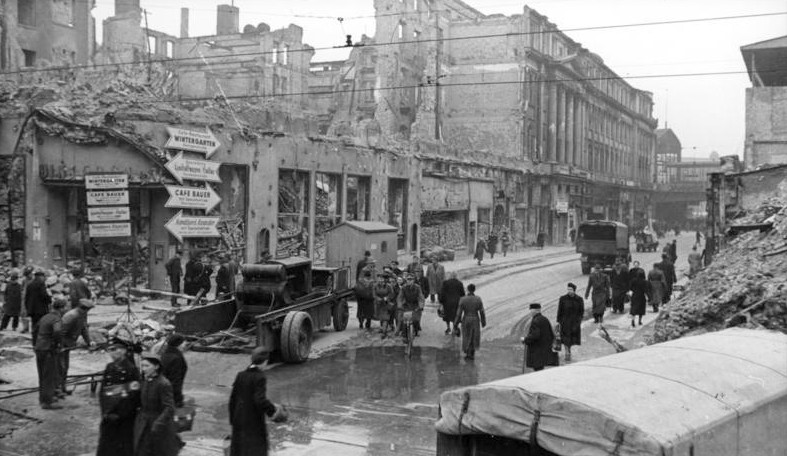
Zerstörungen in der Friedrichstraße, Frühjahr 1945

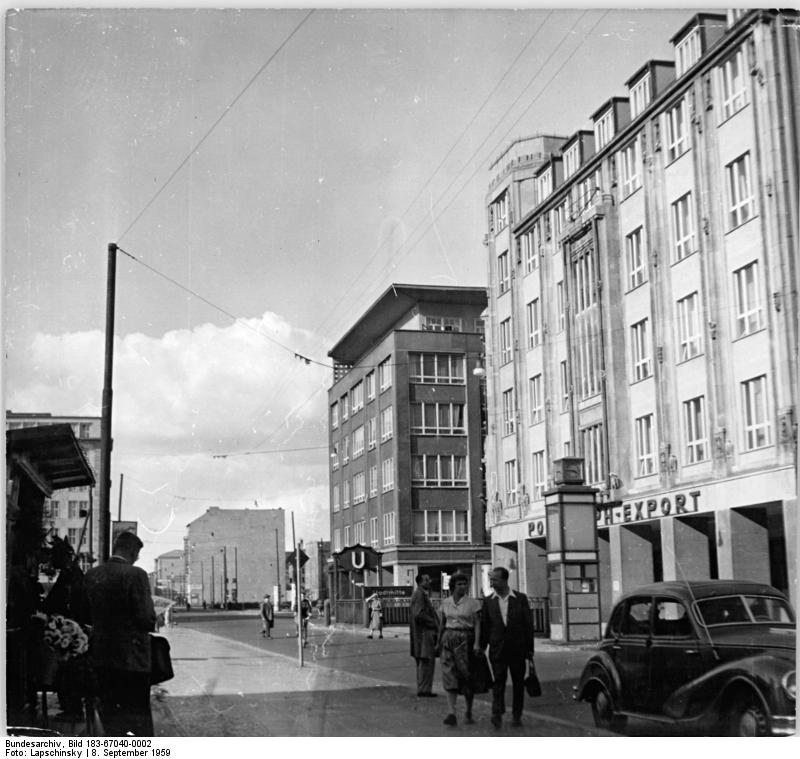
Die Friedrichstraße am U-Bahnhof Stadtmitte, 1959

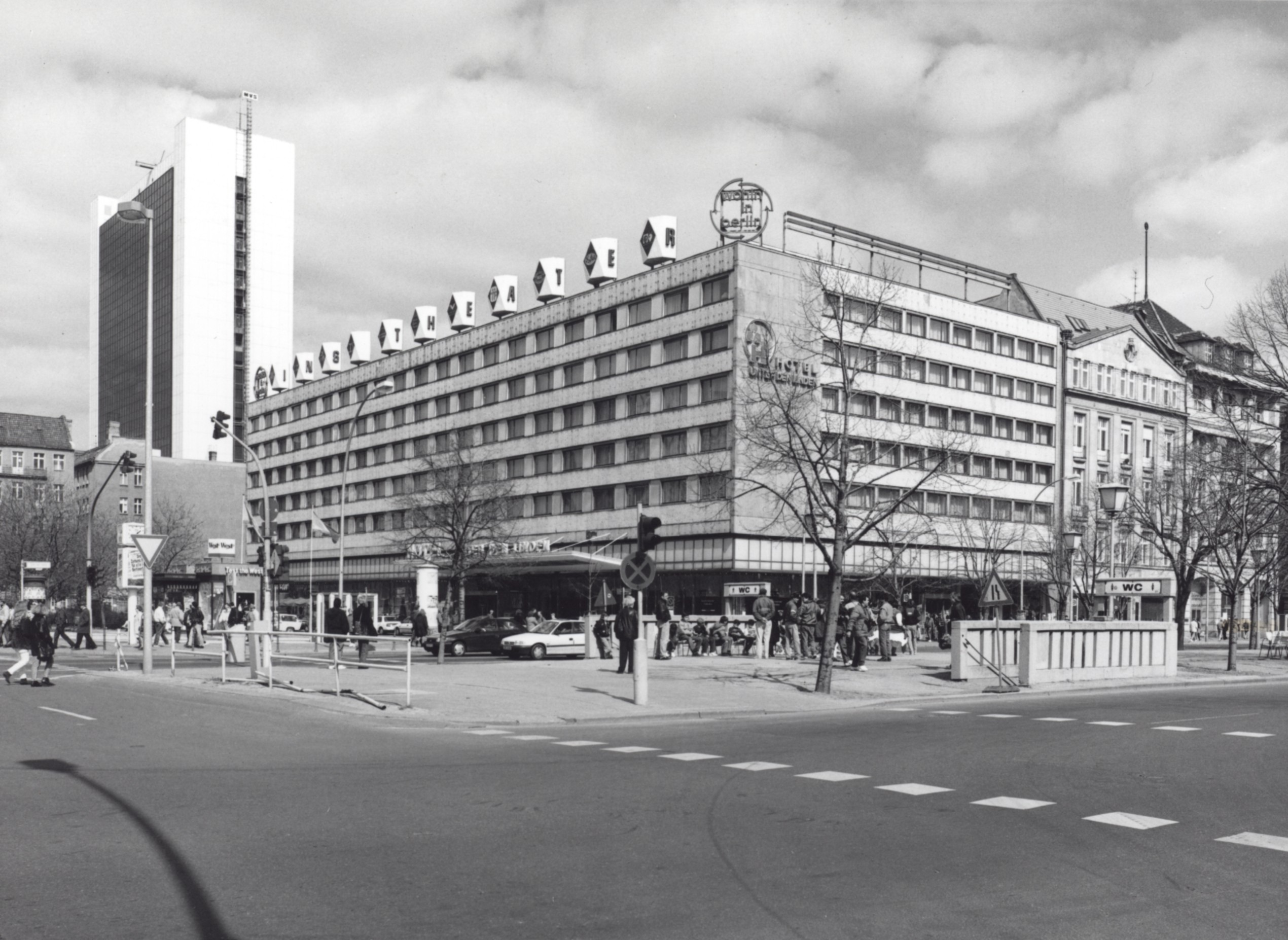
Ehemaliges Hotel Unter den Linden, dahinter das Internationale Handelszentrum

Nach den Zerstörungen im Zweiten Weltkrieg begannen parallel die Trümmerbeseitigung und Aufbaumaßnahmen in der DDR.
An der Friedrichstraße Ecke Am Weidendamm wurden das Haus der Tschechoslowakischen Kultur (1955) und das Haus der Polnischen Kultur (1956) mit Veranstaltungsräumen und Läden für Bücher, Schallplatten und landestypische Artikel in Pavillonform errichtet. Beide wechselten 1978 bzw. 1972 an andere Standorte.
Unter den Linden an der Ecke zur Friedrichstraße (alte Kranzler-Ecke) wurde 1966 ein Appartementblock mit Läden im Erdgeschoss errichtet. 1987 wurde an dieser Stelle das Grand Hotel eröffnet. An der Stelle des ehemaligen Café Bauer entstand 1966 das Lindencorso. Das Gebäude reichte von Unter den Linden bis zur Rosmarinstraße. Im unteren Bereich waren verschiedene gastronomische Einrichtungen untergebracht, in den oberen Etagen befanden sich Büros. Zur Friedrichstraße hin lag die Terrasse des Café Espresso, davor eine Freifläche mit Springbrunnen und Blumenbepflanzung. An der nordöstlichen Ecke der Kreuzung, also etwa an der Stelle des alten Café Viktoria, entstand das Hotel Unter den Linden (ebenfalls 1966 fertiggestellt). Das Gebäude war zur Friedrichstraße etwas zurückgesetzt, sodass ein kleiner Platz entstand.
Nahe dem S-Bahnhof ließ der Magistrat 1976–1978 das Internationale Handelszentrum errichten. Das Haus der Sowjetischen Wissenschaften und Kultur an der Ecke Jägerstraße wurde 1984 eröffnet wie auch der Friedrichstadt-Palast. Bei den Bauwerken der 1980er Jahre griffen die Architekten unter anderem auf postmoderne, historische und moderne Elemente zurück.
Die Berliner Mauer teilte die Friedrichstraße. Der Mehringplatz als ihr südliches Ende wurde ab 1968 umgestaltet. Die historischen Straßenverbindungen zur Lindenstraße und Wilhelmstraße wurden unterbrochen. Von 1966 bis 1975 erfolgte die Ringbebauung des Mehringplatzes mit modernen Mitteln. Im Rahmen der Internationalen Bauausstellung 1984 sollten auch Teile der West-Berliner Friedrichstraße städtebaulich repariert werden. An der Ecke zur Kochstraße entstanden das Haus am Checkpoint Charlie und das Koolhaas-Haus am Checkpoint Charlie.

### Seit 1990

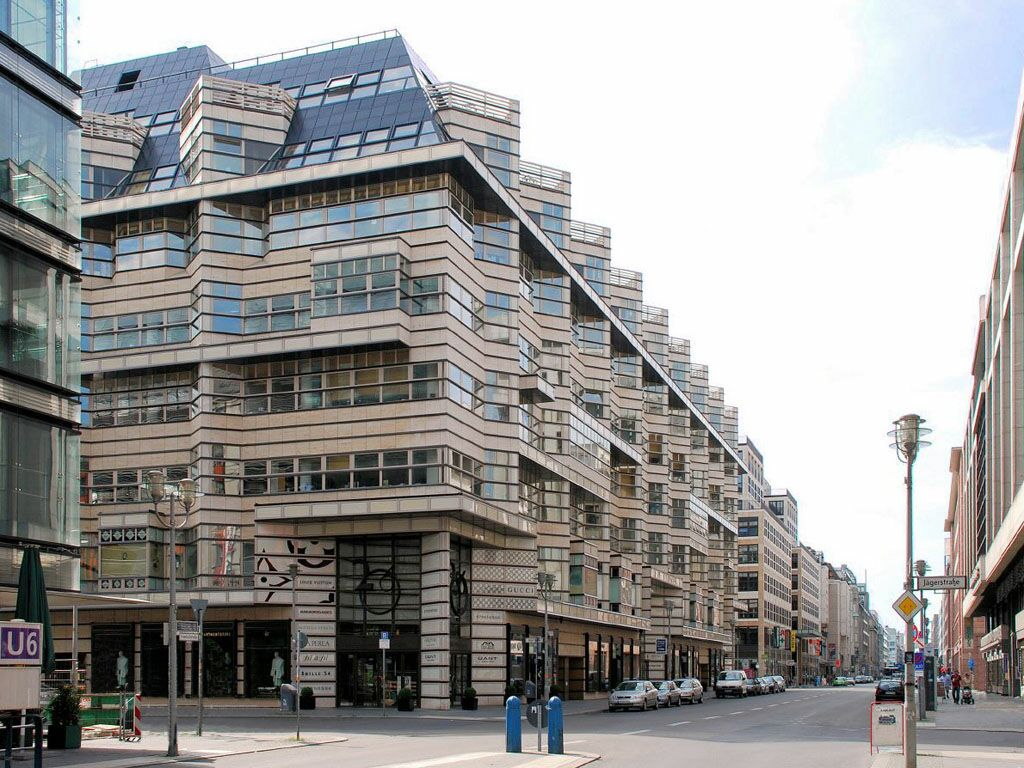
Quartier 206

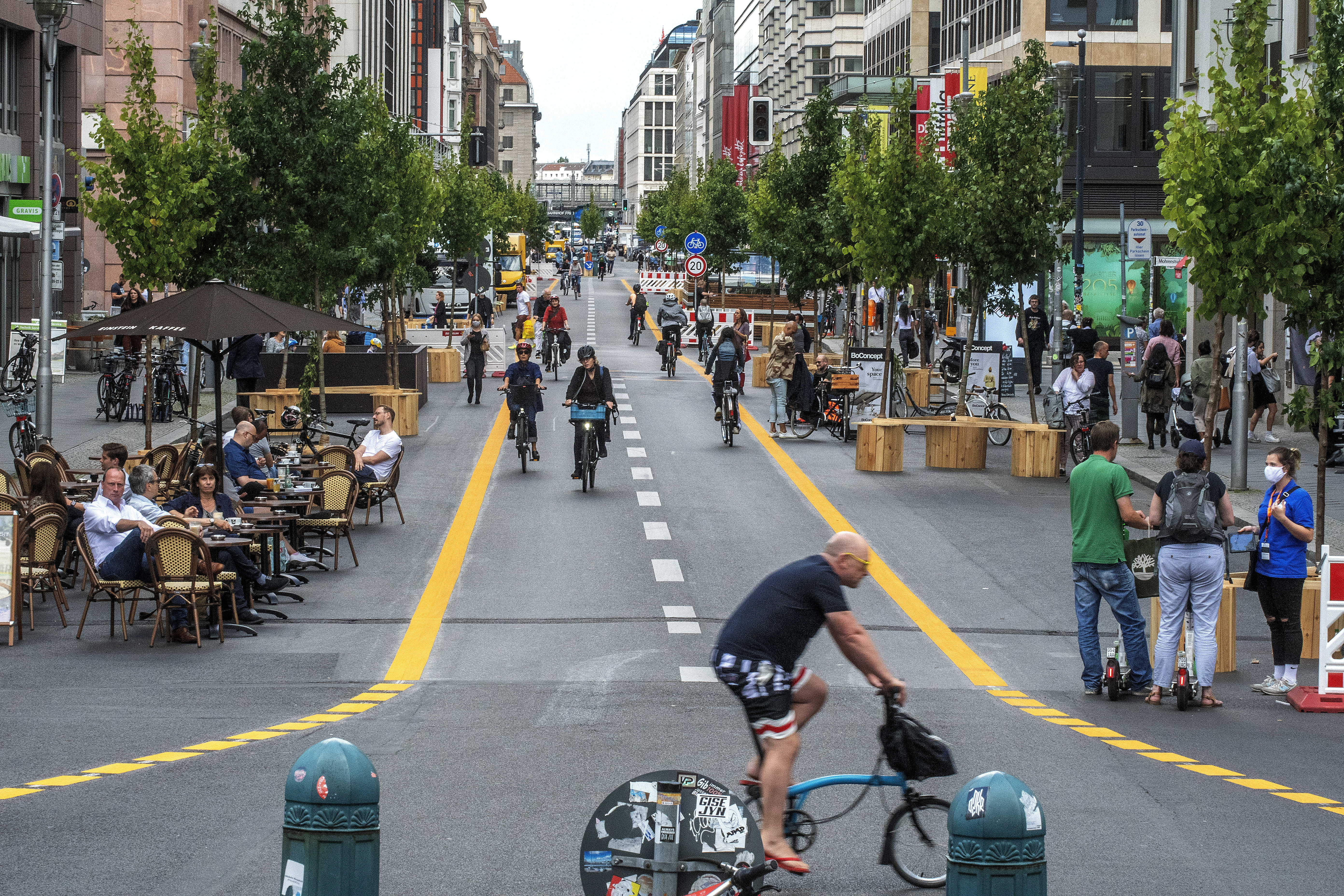
Autofreie Zone, 2020

Nach der politischen Wende wurden einige Stadtquartiere neu errichtet, unter anderem die als Friedrichstadt-Passagen bekannten Quartiere 205, 206 und 207 (Galeries Lafayette). Ein auf dem Gelände des ehemaligen Grenzübergangs 1992 projektiertes American Business Center wurde nur teilweise fertig. Von den geplanten fünf Gebäuden entstanden drei, darunter das Philip-Johnson-Haus. Bis zum Jahr 2010 wurden die letzten Baulücken geschlossen, unter anderem am Spreedreieck und an der Kreuzung Unter den Linden auf dem Platz des ehemaligen Hotels Unter den Linden.
Im südlichen Bereich endet die Friedrichstraße als reine Fußgängerzone am Mehringplatz, dessen halbrunde Form einschließlich der in den späten 1960er Jahren errichteten sozialen Wohnungsbauten nur noch schwach an die frühere Bebauung des Belle-Alliance-Platzes erinnert, der im Zweiten Weltkrieg völlig zerstört worden war. Die Friedrichstraße endet hier mit der Hausnummer 246.
Im Jahr 2019 gab es einige Herausforderungen der wirtschaftlichen Entwicklung der Friedrichstraße, die die Planer mit der Verkehrsführung in Zusammenhang brachten. Deshalb wurde im August 2020 erstmals eine Geschwindigkeitsbegrenzung von 20 km/h auf dem Fahrradweg der Friedrichstraße eingeführt. Das brachte aber keine wesentliche Verbesserung, weil das Problem nicht die schnelleren Radfahrer waren, sondern der intensive Autoverkehr. Aus diesem Grund wurde ab dem 29. August 2020 die Friedrichstraße in dem Abschnitt zwischen Leipziger Straße und Französischer Straße eine autofreie Zone. Das Projekt des Berliner Senats diente der Erprobung, wie eine autofreie Stadt die Lebensqualität steigern könnte. Das ursprünglich bis Januar 2021 geplante Projekt wurde dann bis Oktober 2021 verlängert. Am 15. Oktober 2021 erklärte die neugebildete Senatsverwaltung für Umwelt und Verkehr, dass der Verkehrsversuch nach den Ergebnissen einer Zwischenauswertung erfolgreich gewesen sei. Die Verkehrsverwaltung wollte nun beim Bezirk einen Antrag für eine dauerhafte autofreie Zone stellen, bis zur Entscheidung bleibe der Abschnitt weiterhin autofrei. Reinhard Mohr kritisierte die Umgestaltung 2021 in der Zeitung Die Welt als das „deutsche Bullerbü“. Eine Studie ermittelte 2022, dass die Zahl der Besucher seit der Umgestaltung um 65 % zugenommen hat. Allerdings werden als Referenzwert nicht Daten aus den Vorjahren, sondern aus den ersten fünf Monaten des Corona-Lockdown verwendet. Eine andere in der Berliner Morgenpost zitierte Studie konstatierte im April 2022, dass die Friedrichstraße „schlecht abschneide“ und „Besucher verliere“. Das Berliner Verwaltungsgericht entschied zum 31. Oktober 2022 nach der Klage einer Weinhändlerin, die in der parallel verlaufenden Charlottenstraße unter erhöhtem Straßenverkehr litt, dass die oben beschriebene „Überbrückungsanordnung“ nach dem Abschluss des Verkehrsversuchs rechtswidrig ist. Zunächst sollte Beschwerde eingelegt werden, wovon der Senat dann aber absah. Ab 22. November 2022 wurde die Friedrichstraße für den Autoverkehr in beiden Richtungen wieder geöffnet. Am 27. Januar wurde die erneute Sperrung der Straße für den Autoverkehr (Teileinziehung) angekündigt und am 30. Januar die Sperrung durchgeführt. Etwa gleichzeitig wurde damit begonnen, die zur Friedrichstraße parallel verlaufende Charlottenstraße zur Fahrradstraße umzugestalten. Laut einer Forsa-Umfrage Anfang 2023 befürworteten nur 37 % der wahlberechtigten Berliner die autofreie Umgestaltung. Anfang Juli 2023 wurde sie erneut für den Autoverkehr geöffnet, daraufhin verhinderte die Letzte Generation zusammen mit den „Eltern gegen die Fossilindustrie“ kurzzeitig den Kraftfahrzeugverkehr durch eine Straßenblockade.
Während der COVID-19-Pandemie wurde mit steigenden Infektionszahlen am 24. Oktober 2020 für die Friedrichstraße und einige weitere Berliner Einkaufsstraßen eine Maskenpflicht für Fußgänger eingeführt. Diese Pflicht endete im Sommer 2021.

## Bauwerke und Denkmale in der Friedrichstraße
(Von Nord nach Süd)
- Friedrichstadt-Palast
- Weidendammer Brücke
- Spreedreieck
- Tränenpalast
- Admiralspalast
- Kabarett Die Distel

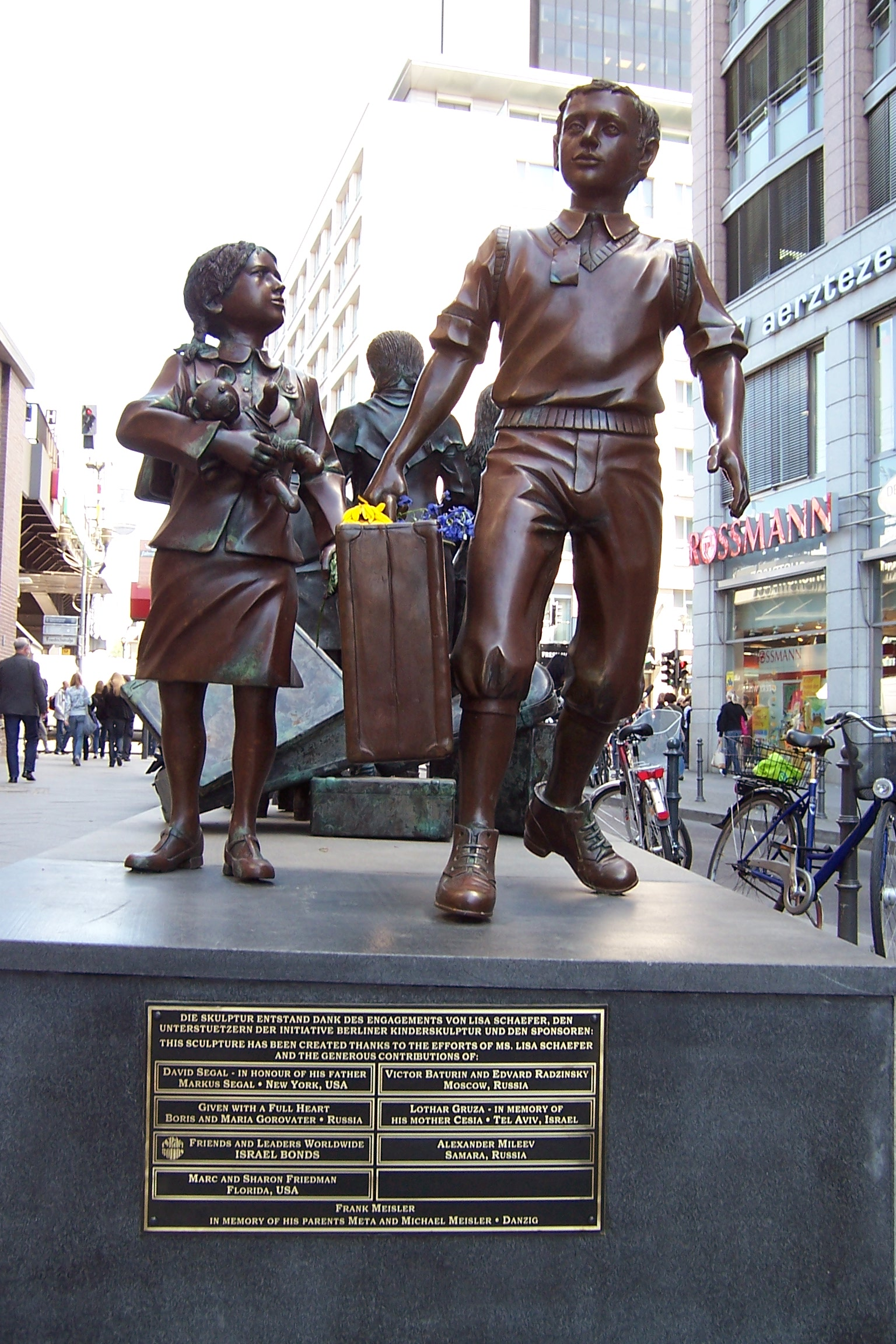
Kindertransport-Denkmal vor dem Bahnhof Friedrichstraße

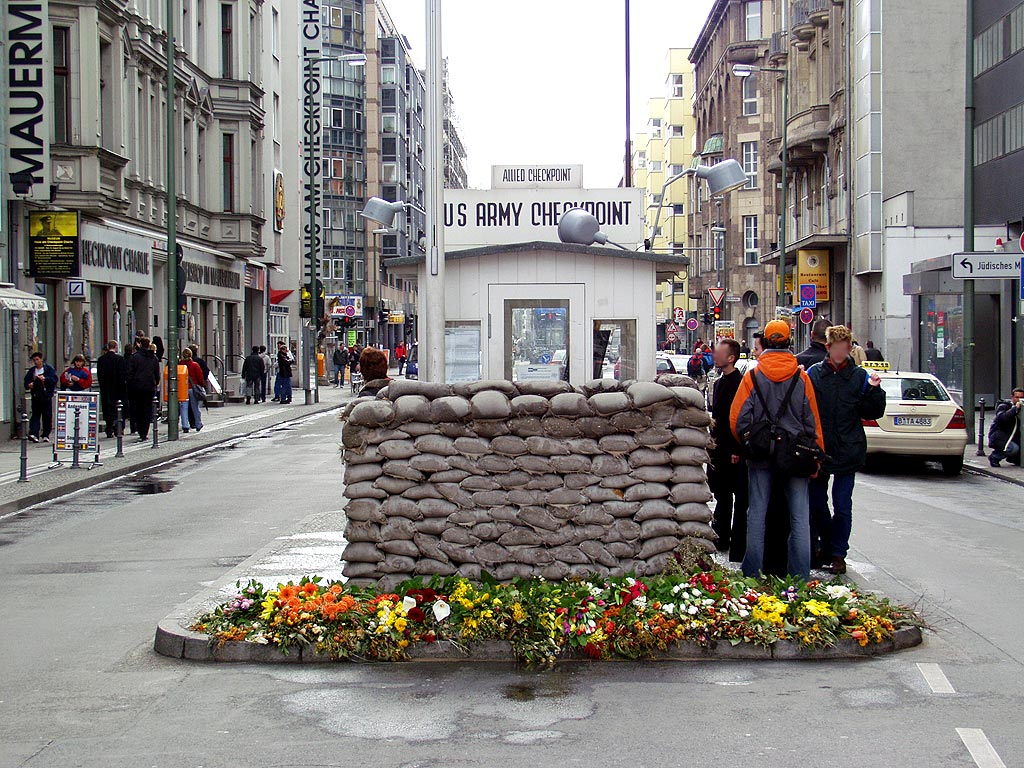
Nachbau der Grenzbaracke am ehemaligen Kontrollpunkt Checkpoint Charlie

- Denkmal Züge in das Leben – Züge in den Tod von Frank Meisler für die Kindertransporte am Bahnhof
- Internationales Handelszentrum
- KulturKaufhaus Dussmann
- Haus der Schweiz
- Café Bauer an der Südostecke der großen Straßenkreuzung mit dem Boulevard Unter den Linden
- Westin Grand Berlin
- Lindencorso
- Galeries Lafayette Berlin
- Haus der Russischen Wissenschaften und Kultur
- Bavariahaus, Friedrichstraße 180: 1914 errichtet, die Ruine nach dem Zweiten Weltkrieg abgetragen[23]
- Nürnberger Hof, ehemaliges Hotel, Ecke Taubenstraße
- Haus Friedrichstadt
- Checkpoint Charlie
- Haus am Checkpoint Charlie mit dem Mauermuseum
- Koolhaas-Haus am Checkpoint Charlie
- Hotel Friedrichshof mit Café, ehemals an der Ecke Kochstraße
- Landesarbeitsamt, 1940 als Gauarbeitsamt errichtet, Beispiel für NS-Monumentalarchitektur

## Persönlichkeiten, die in der Friedrichstraße lebten oder wirkten
(Angaben chronologisch nach Jahren aufsteigend; mit den jeweiligen Hausnummern)
- Christoph Wilhelm Hufeland, wohnte hier ab 1800 (Haus Nr. 130),
- Alexander von Humboldt, der ebenfalls ab 1800 hier eine Wohnung mietete (Haus Nr. 139),
- Salomo Sachs, der jüdische Regierungsbauinspektor wohnte hier im Jahre 1803 (Haus Nr. 58),
- Napoleon Bonaparte, der 1806 mit drei Begleitern in dem Haus der Madam Bernhard eine „vergnügte Nacht“ verbrachte (Haus Nr. 63),
- Julius Eduard Hitzig, der ab 1807 hier wohnte, sich 1811 taufen ließ, seinen Familiennamen Itzig änderte, 1824 die Neue Mittwochsgesellschaft gründete und damit einen Salon und literarischen Sammelpunkt schuf, an dem sich u. a. Adelbert von Chamisso, Joseph von Eichendorff, Willibald Alexis, Franz von Gaudy und E. T. A. Hoffmann trafen (Haus Nr. 242),
- Johann Jacob Baeyer, Begründer der Internationalen Erdvermessung, heiratete 1826 Hitzigs Tochter Eugenie (Haus Nr. 242),
- Franz Kugler, Kunsthistoriker, Verfasser des Liedes: An der Saale hellem Strande und einer Geschichte Friedrichs des Großen, heiratete 1833 Hitzigs Tochter Clara und zog in das zweite Stockwerk, führte das gesellschaftliche Leben fort, hatte als Gäste u. a.: Theodor Fontane, Theodor Storm, Emanuel Geibel, Felix Dahn, Jacob Burckhardt und Paul Heyse, der sein Schwiegersohn wurde (Haus Nr. 242),
- Adolf von Baeyer, Sohn von Johann Jacob Baeyer und Eugenie Hitzig, wurde im Haus Nr. 242 geboren und wuchs dort auf,
- Karl Friedrich Schinkel, wohnte ab 1809 kurzzeitig hier (Haus Nr. 99),
- Johann Gottlieb Fichte, als Rektor der neuen Berliner Universität, von 1811 bis 1814 (Haus Nr. 139/141),
- Rahel Varnhagen, die zwischen 1819 und 1827 an der Ecke Französische Straße ihren berühmten Literarischen Salon betrieb,
- Friedrich August Wolf, der klassische Philologe, wird für 1820–1824 genannt (Haus Nr. 94),
- Johann Georg Kranzler, ein österreichischer Konditor, der 1825 an der Kreuzung Unter den Linden eine Conditorei eröffnete und erfolgreich betrieb,
- Emanuel Geibel, lebte hier 1836 im Haus Nr. 10 (Seidel-Haus) einige Monate; es wurde im Jahr 1905 abgerissen,[24]
- Adelbert von Chamisso, der hier lange Jahre bis zu seinem Tode (1838) wohnte (Haus Nr. 235),
- Friedrich Engels, der zwischen 1841 und 1842 während seiner Militärdienstzeit hier wohnte (Ecke Dorotheenstraße),
- Jes Leve Duysen, der auf dem Grundstück Nr. 219 eine Klavierfabrik errichtete,
- die Fotografenfamilie Schwartz mit ihrem Atelier (Haus Nr. 185),
- Egon Erwin Kisch, der nach der Eröffnung der Wilhelmpassage 1873 diese oft durchstreifte und das Flair beschrieb,
- Ludwig Ganghofer, der als Student (um 1875) in einem Amüsierhaus Logis nahm (Haus Nr. 63),
- Oskar Meßter, der das Unternehmen Ed. Meßter oHG mit Sitz im Haus Friedrichstraße 95 im Jahre 1891 gründete: Filmprojektor (mit Malteserkreuzschaltung) sowie erstes deutsches Kunstlichtatelier an der Friedrichstraße 16,
- Max Skladanowsky, der 1895 sein Bioskop einem erstaunten Publikum erstmals vorführte (Haus Nr. 40),
- Theodor Fontane, Haus Nr. 153, der in der damaligen Polnischen Apotheke arbeitete, die 1898/1899 durch einen Neubau, die Dorotheenstädtische Apotheke in der Friedrichstraße ersetzt wurde,
- Paul Lincke, der zur Erstaufführung der Operette Frau Luna am 1. Mai 1899 im Apollotheater weilte (Haus Nr. 218),
- Carl Stangen, der für sein Reisebüro von Gustav Gause das Gebäude „Arabisches Haus“ um 1900 errichten ließ (Haus Nr. 72),
- Friedrich Wilhelm Conrad Horster, mit seiner Zauber-Zentrale, seit 1904 im Haus Nr. 17,
- Otto Reutter, der 1920 im Wintergarten mit seinen Couplets auftrat,
- Adolph Menzel, der im Café Bauer (Haus Nr. 85) Personen zeichnete,
- Max Reinhardt, als Schauspieler nach Berlin engagiert, wohnte im Haus Nr. 134,
- Christa Wolf, wohnte von 1976 bis 1988 im Haus Nr. 133.